# Ectobius pavlovskii
Ectobius pavlovskii är en kackerlacksart som beskrevs av Bei-Bienko 1936. Ectobius pavlovskii ingår i släktet Ectobius och familjen småkackerlackor. Inga underarter finns listade i Catalogue of Life.